# Dead Fish
Dead Fish ist eine deutsche Actionkomödie mit Gary Oldman aus dem Jahr 2005.

## Handlung
Der Auftragskiller Lynch hält an einem Bahnhof einen Dieb auf, der einer jungen Frau ihr Handy stehlen will. Mimi gibt Lynch, der vor Liebe wie erstarrt ist, versehentlich das falsche Telefon. Später gibt sie das andere Handy ihrem Freund Abe, welcher bei einem Schlüsseldienst arbeitet. Als Lynchs Auftraggeber ihm später per Handy seine neue Zielperson Samuel Fish, den Lynch ermorden soll, mitteilt, erhält nun versehentlich Abe den Auftrag. Dieser setzt alles daran, den unwissentlichen Mr. Fish aufzusuchen, um ihn zu warnen. Der Auftraggeber schöpft jedoch bald Verdacht und schickt einen weiteren Agenten namens Virgil los, um zu sehen, ob mit Lynch alles stimmt. Ein dritter Auftragsmörder wird angewiesen, Lynch zu töten, weil er eine Gefahr für das Geschäft geworden ist. 

## Produktion
Der Film hatte ein Budget von 15 Millionen Euro.